# Bir Anzaran
Bir Anzaran (arabiska: بئر انزران; spanska: Bir Enzarán; franska: Bir Anzarane) är en ort i den av Marocko kontrollerade delen av det omstridda området Västsahara.
Enligt Marockos administrativa indelning tillhör orten en landskommun med samma namn i provinsen Wadi al-Dhahab. Denna kommun hade 6 244 invånare enligt Marockos folkräkning 2014.